# 1601
- Wikisource

| Calendário gregoriano                                                        | 1601 MDCI                           |
| Ab urbe condita                                                              | 2354                                |
| Calendário arménio                                                           | 1050 – 1051                         |
| Calendário bahá'í                                                            | -243 – -242                         |
| Calendário budista                                                           | 2145                                |
| Calendário chinês                                                            | 4297 – 4298 Início a 3 de fevereiro |
| Calendário copta                                                             | 1317 – 1318                         |
| Calendário etíope                                                            | 1593 – 1594                         |
| Calendários hindus - Vikram Samvat - Calendário nacional indiano - Cáli Iuga | 1656 – 1657 1522 – 1523 4701 – 4702 |
| Calendário Holoceno                                                          | 11601                               |
| Calendário islâmico                                                          | 1010 – 1011                         |
| Calendário judaico                                                           | 5361 – 5362                         |
| Calendário persa                                                             | 979 – 980                           |
| Calendário rúnico                                                            | 1851                                |
| Calendário solar tailandês                                                   | 2144                                |

1601 (MDCI, na numeração romana) foi um ano comum, o primeiro ano do século XVII do Calendário Gregoriano, da Era de Cristo, e a sua letra dominical foi G (52 semanas), teve início numa segunda-feira e terminou também numa segunda-feira.
| Ano completo                         |
| ------------------------------------ |
| Ano comum com início à segunda-feira |

## Eventos
- 29 de maio – Saem da ilha Terceira, Açores, para Espanha 1500 soldados dos que compunham a força de ocupação que se encontra na ilha por via da Crise de sucessão de 1580 em Portugal.[1].

## Nascimentos
- 8 de Janeiro - Baltasar Gracián, prosador espanhol (m. 1658).
- 17 de Agosto - Pierre de Fermat, matemático (m. 1665).
- 13 de Setembro - Jan Brueghel o jovem, pintor (m. 1678).
- 22 de Setembro - Ana de Áustria, rainha e regente da França (m. 1666).
- 27 de Setembro - Rei Luís XIII de França (m. 1643).
- 14 de Novembro - João Eudes, santo católico francês (n. 1680).

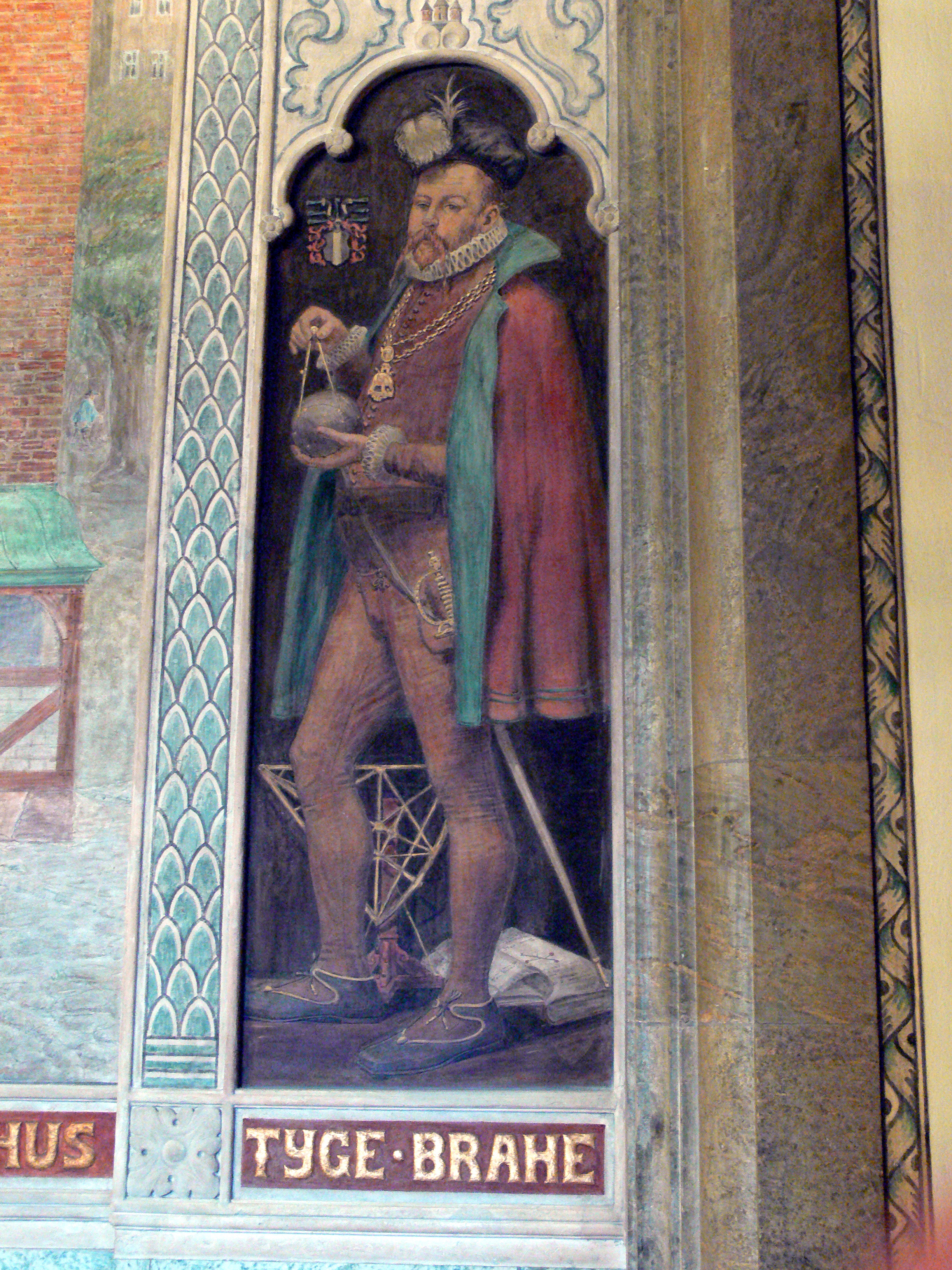
Tycho Brahe. Pintura na Câmara Municipal de Copenhaga.

## Mortes
- 24 de Outubro - Tycho Brahe, astrônomo dinamarquês (n. 1546).
- Scipione Ammirato, historiador italiano (n. 1531).
- Rui Gonçalves da Câmara, membro da família Gonçalves da Câmara, era filho de Manuel da Câmara, tendo-lhe sucedido como 7.º capitão do donatário da ilha de São Miguel, n. 1550).

## Epacta e idade da Lua
| Epacta gregoriana | 26      |
| Idade da Lua      | Letra G |

## Por tema
- 1601 na ciência
- 1601 na literatura